# Christophe Breuil
Christophe Breuil (1968) é um matemático francês, que trabalha com geometria algébrica e teoria dos números.

## Trabalho
Com Fred Diamond, Richard Taylor e Brian Conrad provou em 1999 o Teorema de Shimura-Taniyama-Weil, que foi previamente provado somente para curvas elípticas semi-estáveis por Andrew Wiles e Taylor em sua prova do último teorema de Fermat.
Recebeu o Prix Jacques Herbrand de 2002.
Foi palestrante convidado do Congresso Internacional de Matemáticos em Hyderabad (2010: The emerging p-adic Langlands programme).